# Danny Masterson
Daniel Peter "Danny" Masterson (13 de março de 1976 em Albertson, Nova Iorque) é ex-ator americano de Long Island melhor conhecido como o Steven Hyde do seriado That '70s Show e Jameson "Galo" Bennett da série The Ranch. Além de seus papéis, ficou conhecido após seus escândalos fora das câmeras, onde foi sentenciado a 30 anos de prisão por estupro. Ele também faz os papéis de Justin em Cybill e Jimmy em Roseanne, além de aparecer em programas como Punk'd e MADtv. Seu irmão mais novo é o ator Christopher Masterson do seriado Malcolm.
Ele é sócio-proprietário do Dolce, um restaurante idealizado por ele em parceria com Ashton Kutcher e Wilmer Valderrama, estrelas do seriado That '70s Show. Masterson frequentemente toca em casas noturnas em Los Angeles, Califórnia sob o nome DJ Mom Jeans (antigamente chamado DJ DonkeyPunch). Masterson também foi o co-apresentador de um programa de rádio muito popular chamado "Feel My Heat" na rádio Indie 103.1 FM em Los Angeles, o qual acabou em 2008. Em 2007, Danny pagou 2 995 000 de dólares em uma casa em Los Angeles, na região de Los Feliz, a qual pertenceu a Chuck Berry. Masterson apareceu na série The Ranch, da Netflix, juntamente com Kutcher e Elisha Cuthbert.
Em maio de 2023, Masterson foi condenado por estupro de duas mulheres, ambas suas colegas na Igreja da Cientologia; um terceiro caso acabou não conseguindo uma condenação com um júri pendurado (8-4). Em 7 de setembro, Masterson foi sentenciado a trinta anos de prisão por estupro.

## Vida pessoal
Masterson é um membro da Igreja da Cientologia, pois seus pais o criaram sob os ensinamentos da cientologia. Em dezembro de 2005, ele ajudou a promover a abertura de gala do controverso Museu "Psiquiatria: Uma Indústria da Morte", que divulga uma teoria conspiratória ligando Adolf Hitler à psiquiatria. Ele começou a namorar Bijou Phillips em 2005, eles noivaram em 2009, e se casaram em 18 de outubro de 2011. No dia 14 de fevereiro de 2014, nasceu a filha do casal, Fianna Francis Masterson.

### Condenação por estupro
Em março de 2017, quatro mulheres alegaram terem sido estupradas por Masterson no início dos anos 2000, o que fez com que o Departamento de Polícia de Los Angeles abrisse uma investigação do caso. O ator, através de seu agente, negou as alegações, e não foi acusado ou preso inicialmente. Em resposta às incriminações, a Netflix demitiu-o de sua série de comédia The Ranch em 5 de dezembro do mesmo ano, e disse em um comunicado oficial: "Ontem foi seu último dia na série, e a produção será retomada no início de 2018 sem ele." Masterson afirmou que "estou, obviamente, muito desapontado com a decisão da empresa de tirar meu personagem do programa", e completou "as autoridades investigam estas acusações há mais de 15 anos e determinaram que não tinham fundamento. Nunca fui acusado de nenhum crime e muito menos condenado por isso. [...] Neste país, você é inocente até que demonstrem o contrário. No entanto, no atual clima, parece que você é considerado culpado no momento em que é acusado." Ainda em dezembro, uma quinta mulher que lhe namorou fez acusações semelhantes.
Cedric Bixler-Zavala, vocalista da banda At the Drive-In, declarou em novembro que sua esposa fora estuprada por Masterson, e que a música da banda "Incurably Innocent" é sobre o incidente.
Em 17 de junho de 2020, Masterson foi formalmente acusado na justiça de estuprar uma mulher de 23 anos em 2001, uma mulher de 28 anos no início de 2003 e uma outra mulher de 23 anos no final de 2003. As três acusações ocorreram após um investigação de três anos começada em 2017. Se condenado, Masterson poderia pegar até 45 anos de prisão. Em 21 de janeiro de 2021, Masterson se declarou inocente das acusações.

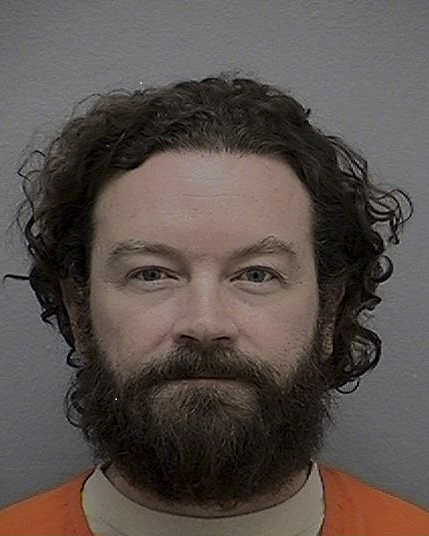
Masterson em 2023.

Após vários adiamentos, o julgamento foi oficialmente realizado entre abril e maio de 2023 e, em 31 de maio, Masterson foi condenado por duas das três acusações de estupro forçado. O júri foi suspenso por 8–4 a favor da condenação na terceira acusação. Masterson foi detido sem fiança até a sentença. Em 2 de junho, ele foi encarcerado no Men's Central Jail em Los Angeles, em "segregação administrativa" para sua segurança. Em 7 de setembro, ele foi formalmente condenado a trinta anos de prisão por um juiz de Los Angeles.

## Filmes
- Urge (2016) .... Neal
- Hot Bot (2016) .... agente Koontz
- In Passing (2015) .... vizinho
- California Solo (2012) .... Paul
- Alter Egos (2012) .... Jimmy
- The Chicago 8 (2012) .... Jerry Rubin
- The Bridge to Nowhere (2009) .... Kevin
- Made for Each Other (2009) .... Morris
- Wake (2009/I) .... Shane
- Yes Man (2009) .... Rooney
- Capers (aka The Brooklyn heist) (2008)  ....Fitz
- Puff, Puff, Pass (2006) .... Larry
- Hold On (2002)
- Hip, Edgy, Sexy, Cool (2002)
- Comic Book Villains (2002) - Conan
- Alex in Wonder (2001) .... Patrick
- Dracula 2000 (2000) .... Nightshade
- Dirt Merchant (1999) .... Vendedor corrupto
- The Faculty (1998) .... F'%# Up nº 1
- Too Pure (1998) .... Tipper
- Wild Horses (1998/I) .... Danny
- Star Kid (1997) .... Kevin, namorado de Stacey
- Trojan War (1997) .... Seth
- Face/Off (1997) .... Karl
- Bye Bye, Love (1995) .... Mikey
- Beethoven's 2nd (1993) .... Seth

## TV
- Easy (2017) - namorado de Annie
- The Ranch (2016-2018) - Jameson "Galo"
- Men at Work (2012 - 2014) - Milo Foster
- Punk'd (2005) - ele mesmo
- How to Make a Monster (2001) (não creditado) - Jeremy
- MADtv (2002 & 2004)
- Strange Frequency (2001) - Randy (no segmento "Disco Inferno")
- Grounded for Life (2001) - Vince
- That '70s Show (1998-2006) - Steven Hyde
- Sliders (1997) - Renfield
- Cybill (1996-1998) - Justin Thorpe
- Party of Five (1996) - Matt
- Tracey Takes On... (1996) - King, o cão
- Her Last Chance (1996) - Ryan
- Seduced by Madness: The Diane Borchardt Story (1996) - Seth
- American Gothica (1996) - Ray
- Extreme (1995) - Skeeter
- NYPD Blue (1994) - John
- Roseanne (1994) - Jimmy
- Joe's Life (1993) - Leo Gennaro
- Jake and the Fatman (1988) - Butch